# 聶士成
聶 士成（じょう しせい、Nie Shicheng、1836年 - 1900年）、字は功亭。清末の軍人。

## 来歴

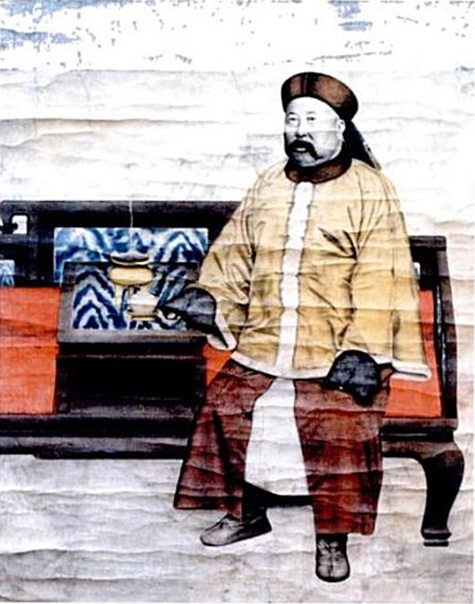
聶士成公像
_{北京・義和団博物館蔵}

安徽省合肥出身。袁甲三に従って捻軍の鎮圧に参加する。自軍を武毅軍と称し、後に淮軍に編入されて把総に任命され、太平天国・捻軍との戦いで功績をあげ、バトゥルの称号を得た。
1884年、清仏戦争が発生すると台湾に派遣され、山西太原鎮総兵となった。1894年、日清戦争の際には提督葉志超に従って朝鮮に赴き、牙山に駐屯して日本軍を迎えるも大敗。遼東では大高嶺一帯で勇戦し、直隷提督に任命された。下関条約後、清朝は陸軍の軍制改革を行い、淮軍の大部分を解体。袁世凱の新建陸軍ほか北洋各防軍を統合し、武衛軍を編成した。聶士成率いる武毅軍もこれに加わり武衛前軍と改め、30営を天津近郊の蘆台に駐屯させ、ドイツ式の軍事教練を行った。
1900年、義和団の乱が発生すると聶士成は鎮圧を主張した。4月に義和団が保定鉄道を破壊すると、5月30日に京津鉄道の保護を命じられた。義和団3千人が廊坊で鉄道の破壊を始めると、武衛前軍が駆けつけた。聶士成軍は義和団の襲撃を受けたため、聶士成は反撃して5百人を殺害した。これに対し当時政治を掌握していた端郡王載漪・大学士剛毅らは聶士成を叱責した。そのため直隷総督裕禄は武衛前軍を天津に引き返させた。当時の天津には義和団2万人がいたが、武衛軍への襲撃を繰り返した。聶士成はあえて抵抗しなかったが、武衛前軍と義和団との間の確執は深まっていった。
6月に武衛前軍は天津の楊村一帯で義和団とともに北京公使館の救出に向かった8ヶ国連合軍の先遣隊と戦闘を開始した。この戦闘で義和団は連合軍と武衛前軍の機銃掃射を受けて大きな損失を出した。京津鉄道がすでに義和団に破壊されていたことと、聶士成軍の装備が優れていたことにより、8ヶ国連合軍の先遣隊は撤退した。清朝はこの廊坊の戦いを大勝と発表したが、裕禄はこの功績を義和団に帰し、聶士成への褒美はなかった。
6月下旬より聶士成は十数度にわたって天津租界を攻撃した。その機に乗じて義和団は四方で略奪を開始したが、聶士成は兵を派遣して、千人以上の義和団を殺害した。このため義和団は聶士成が敵に通じているとそしり、聶士成は朝廷の譴責を受けた。
聶士成は7月9日に天津にて連合軍との交戦で戦死した。朝廷は弔慰金を出そうとしたが、載漪や剛毅によって阻まれた。
1905年になって天津に記念碑が建立され、忠節の諡号を贈られた。